# Luossameer (noord)
Het Luossameer, Zweeds: Luossajärvi/jaure / Noord-Samisch: Luossajávri,  is een meer in Zweden. Het meer ligt in de gemeente Kiruna 40 kilometer ten noorden van de stad Kiruna en het Luossajärvi, het andere Luossameer. In tegenstelling tot dat Luossameer is hier geen sprake van exploitatie, het meer ligt in onherbergzaam gebied. Ten noordoosten van het meer ligt de Luossaberg.
Luossa komt uit het dialect van de Samen en betekent zalmforel.  
Afwatering: meer Luossameer → Gopparivier → Birtimesrivier → meer Vittangimeer → Vittangirivier → Torne → Botnische Golf